# سند پوینت (آلاسکا)
سند پوینت (به انگلیسی: Sand Point) شهری در بخش الوتینس شرقی ایالت آلاسکا است که جمعیت آن در سرشماری سال ۲۰۰۰ میلادی ۹۵۲ نفر بوده‌است.